# 소문난 고교생
"소문난 고교생"은 1977년에 개봉한 대한민국의 영화이다.

## 캐스팅
- 김성원 : 박동석 역
- 김정훈 : 이철수 역
- 태현실
- 이정길
- 노향금
- 정애란
- 장혁
- 김종원
- 장훈
- 전숙
- 조행화